# Chinese Super League (2015)
Rozgrywki 2015 były 12. sezonem w historii profesjonalnej Super League. Tytułu mistrzowskiego broniło Guangzhou Evergrande. Sezon toczył się systemem kołowym. Udział w nim wzięło czternaście zespołów z poprzednich rozgrywek i dwie drużyny, które awansowały z China League One. Po sezonie z ligi spadły zespoły Guizhou Renhe i Shanghai Shenxin. Mistrzostwo po raz piąty z rzędu zdobyła drużyna Guangzhou Evergrande.

## Zespoły
| Uczestnicy poprzedniej edycji                                                                                 | Uczestnicy poprzedniej edycji | Uczestnicy poprzedniej edycji | Uczestnicy poprzedniej edycji |
| --- | ----------------------------- | ----------------------------- | ----------------------------- |
| GUO | Beijing Guo’an                |                               |                               |
| YAT | Changchun Yatai               |                               |                               |
| GZE | Guangzhou Evergrande          |                               |                               |
| GRF | Guangzhou R&F                 |                               |                               |
| GUI | Guizhou Renhe                 |                               |                               |
| HGR | Hangzhou Greentown            |                               |                               |
| HEN | Henan Jianye                  |                               |                               |
| JIA | Jiangsu Suning                |                               |                               |
| LWH | Liaoning Whowin               |                               |                               |
| SLT | Shandong Luneng Taishan       |                               |                               |
| SSH | Shanghai Shenhua              |                               |                               |
| SHE | Shanghai Shenxin              |                               |                               |
| SIP | Shanghai SIPG                 |                               |                               |
| TED | Tianjin Teda                  |                               |                               |
| Awans z China League One 2014                                                                                 |                               |                               |                               |
| CHL | Chongqing Lifan               |                               |                               |
| SEB | Shijiazhuang Ever Bright      |                               |                               |
| Oznaczenia: - kolumna pierwsza – skróty nazw drużyn, - kolumna trzecia – miejsce zajęte w poprzednim sezonie. |                               |                               |                               |

## Tabela
| Lp. | Drużyna                  | M  | Z  | R  | P  | Bramki | Bramki | Różn. | Pkt | Uwagi                                                                   | Bezpośrednio                      |
| --- | ------------------------ | -- | -- | -- | -- | ------ | ------ | ----- | --- | ----------------------------------------------------------------------- | --------------------------------- |
| 1   | Guangzhou Evergrande (M) | 30 | 19 | 10 | 1  | 71     | 28     | +43   | 67  | Liga Mistrzów AFC • Faza grupowa                                        |                                   |
| 2   | Shanghai SIPG            | 30 | 19 | 8  | 3  | 63     | 35     | +28   | 65  | Liga Mistrzów AFC • 3QR                                                 |                                   |
| 3   | Shandong Luneng Taishan  | 30 | 18 | 5  | 7  | 66     | 41     | +25   | 59  | Liga Mistrzów AFC • 2QR                                                 |                                   |
| 4   | Beijing Guo’an           | 30 | 16 | 8  | 6  | 46     | 26     | +20   | 56  |                                                                         |                                   |
| 5   | Henan Jianye             | 30 | 12 | 10 | 8  | 35     | 30     | +5    | 46  |                                                                         |                                   |
| 6   | Shanghai Shenhua         | 30 | 12 | 6  | 12 | 42     | 44     | −2    | 42  |                                                                         |                                   |
| 7   | Shijiazhuang Ever Bright | 30 | 8  | 15 | 7  | 34     | 31     | +3    | 39  |                                                                         |                                   |
| 8   | Chongqing Lifan          | 30 | 9  | 8  | 13 | 37     | 52     | −15   | 35  | JIA 1-1 CHA CHA 2-2 JIA JIA 1-2 CHO CHO 2-3 JIA CHA 2-1 CHO CHO 2-1 CHA |                                   |
| 9   | Jiangsu Suning           | 30 | 9  | 8  | 13 | 39     | 48     | −9    | 35  | JIA 1-1 CHA CHA 2-2 JIA JIA 1-2 CHO CHO 2-3 JIA CHA 2-1 CHO CHO 2-1 CHA | Liga Mistrzów AFC • Faza grupowa1 |
| 10  | Changchun Yatai          | 30 | 8  | 11 | 11 | 39     | 47     | −8    | 35  | JIA 1-1 CHA CHA 2-2 JIA JIA 1-2 CHO CHO 2-3 JIA CHA 2-1 CHO CHO 2-1 CHA |                                   |
| 11  | Hangzhou Greentown       | 30 | 8  | 9  | 13 | 27     | 35     | −8    | 33  |                                                                         |                                   |
| 12  | Liaoning Whowin          | 30 | 7  | 10 | 13 | 30     | 46     | −16   | 31  | LIA 3-2 TIA TIA 0-0 LIA LIA 1-0 GUA GUA 0-0 LIA TIA 2-0 GUA GUA 1-0 TIA |                                   |
| 13  | Tianjin Teda             | 30 | 7  | 10 | 13 | 39     | 46     | −7    | 31  | LIA 3-2 TIA TIA 0-0 LIA LIA 1-0 GUA GUA 0-0 LIA TIA 2-0 GUA GUA 1-0 TIA |                                   |
| 14  | Guangzhou R&F            | 30 | 8  | 7  | 15 | 35     | 41     | −6    | 31  | LIA 3-2 TIA TIA 0-0 LIA LIA 1-0 GUA GUA 0-0 LIA TIA 2-0 GUA GUA 1-0 TIA |                                   |
| 15  | Guizhou Renhe (S)        | 30 | 7  | 8  | 15 | 39     | 52     | −13   | 29  | Spadek do China League One                                              |                                   |
| 16  | Shanghai Shenxin (S)     | 30 | 4  | 5  | 21 | 30     | 70     | −40   | 17  | Spadek do China League One                                              |                                   |

## Najlepsi strzelcy
| Poz. | Zawodnik          | Zespół                   | Bramki |
| ---- | ----------------- | ------------------------ | ------ |
| 1    | Aloísio           | Shandong Luneng Taishan  | 22     |
| 2    | Ricardo Goulart   | Guangzhou Evergrande     | 19     |
| 3    | Dejan Damjanović  | Beijing Guo’an           | 16     |
| 4    | Hernán Barcos     | Tianjin Teda             | 15     |
| 4    | Emanuel Gigliotti | Chongqing Lifan          | 15     |
| 6    | Wu Lei            | Shanghai SIPG            | 14     |
| 7    | Gao Lin           | Guangzhou Evergrande     | 13     |
| 7    | Jacob Mulenga     | Shijiazhuang Ever Bright | 13     |
| 9    | Tobias Hysén      | Shanghai SIPG            | 12     |
| 9    | Anselmo Ramon     | Hangzhou Greentown       | 12     |